# Ramesseum

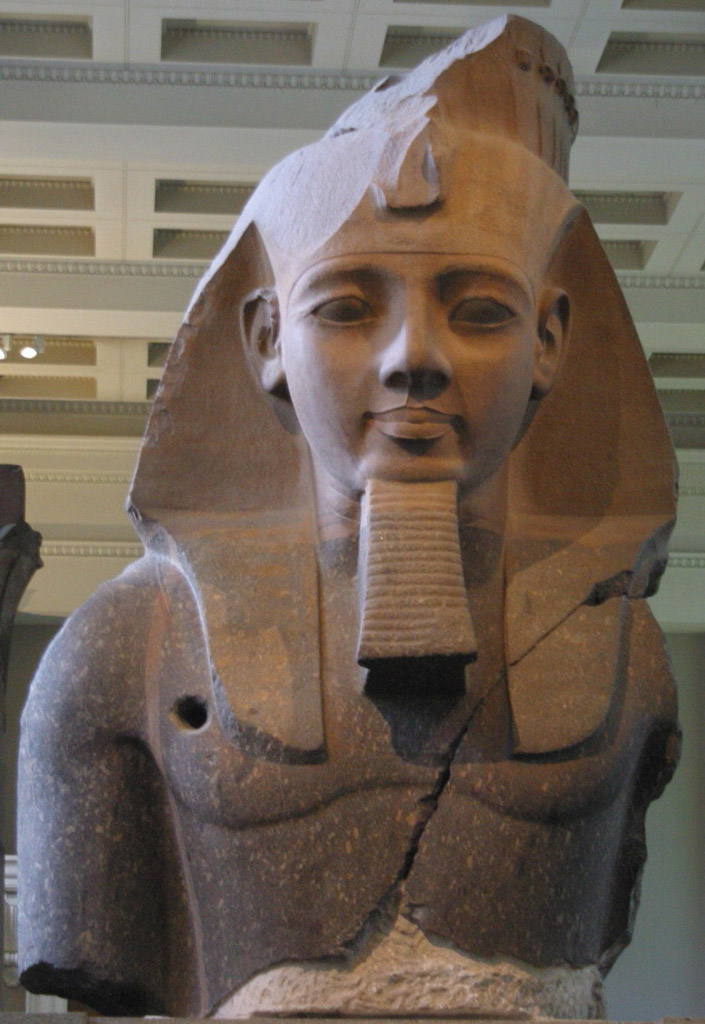
Huvudet till den kolossala statyn av Ramses II funnen i Ramesseum, vilken numera finns på British Museum.

Ramesseum är ett fornegyptiskt tempel beläget på Nilens västra flodbank nära det nuvarande Luxor i Egypten. Det uppfördes av farao Ramses II under 1200-talet f.Kr. som hans gravtempel.

## Européernas upptäckter
Namnet Ramesseum, eller Rhamesséion, myntades av fransmannen Jean François Champollion när han besökte platsen 1829. Champollion hade då nyligen löst hieroglyfernas gåta och var den förste som kunde läsa på monumenten att templets byggherre var Ramses II. Tidigare européer som kommit till platsen förknippade templet med de närbelägna Memnons stoder och kallade det för Memnons palats eller Ozymandias grav. I templet upptäcktes även Ramesseum papyri. Flytten av huvudet från en av statyerna till British Museum i London 1818 inspirerade den brittiska poeten Percy Bysshe Shelley till sin sonett Ozymandias. Sedan 1989 skyddas templet av en fransk stiftelse (se länk), samt är upptaget på Unescos lista över världsarv.

## Ramses II:s gravtempel

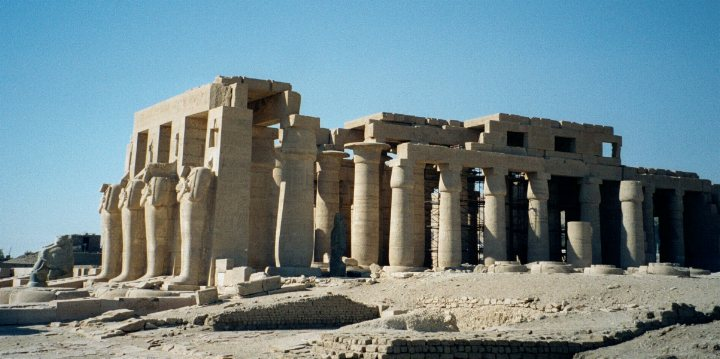
Ramesseum, hypostalhallen och statyer vars huvuden är avslagna.

Templet var orienterat efter en öst-västlig axel och ingången vette mot Nilens floddal i öster. Huvudporten till templet låg i en 60 meter bred pylon varefter man kom in på förgården. Söder om förgården låg ett mindre kungligt palats, vilket troligen användes under religiösa ceremonier snarare än som kungens privatbostad. Ytterligare en port ledde vidare till en inre gård omgiven av rader av statyer och pelare. Därifrån ledde dörrar in till den stora hypostalhallen vars tak hölls uppe av 48 kolumner. Bakom hallen låg mindre salar och rum som användes i kulten.
Tempelväggarna var dekorerade med stenreliefer som föreställde kröningsceremonier, religiösa festligheter och kungens militära segrar såsom slaget vid Kadesh. Ett stort antal statyer föreställande Ramses II var resta inom tempelområdet och den största av dessa statyer, vars huvud numera finns i British Museum, nådde stående en höjd av 18 meter. Norr om templets huvudbyggnad låg ett mindre tempel tillägnat Ramses II:s drottning Nefertari och hans mor Tuya. Tempelanläggningen omgavs av ett stort antal förrådsmagasin vilka vittnar om anläggningens ekonomiska funktion. Där förvarades spannmål och andra varor som samlades in från de jordegendomar som tillhörde templet.

## Templets historia
Templet påbörjades under det andra året av Ramses II:s regeringstid (omkring 1278 f.Kr.) i Övre Egyptens huvudstad Thebe och stod färdigt några årtionden senare när kungen firade sina Sed-jubileum. Ramesseum storhetstid varade i ett århundrade till slutet av den tjugonde dynastin. Under den Tredje mellantiden användes tempelanläggningen som begravningsplats och dess egendomar fick en ny administration. När kristendomen bredde ut sig under romersk tid omvandlades templet till en kyrka. Det ledde till att templet vandaliserades, exempelvis slogs huvudet av på alla resta statyer och delar av väggarnas stenreliefer hamrades sönder.